# Kalaallit Nunaata Radioa
Kalaallit Nunaata Radioa (KNR) (lit.: "Rádio da Gronelândia") é a organização nacional de Radiodifusão pública da Groenlândia.
Com sede na capital do país, Nuuk, KNR é uma empresa estatal independente chefiada por um conselho de cinco pessoas. Suas atividades são financiadas por uma mistura de fontes, principalmente financiamento direto do governo, mas também publicidade limitada no ar.

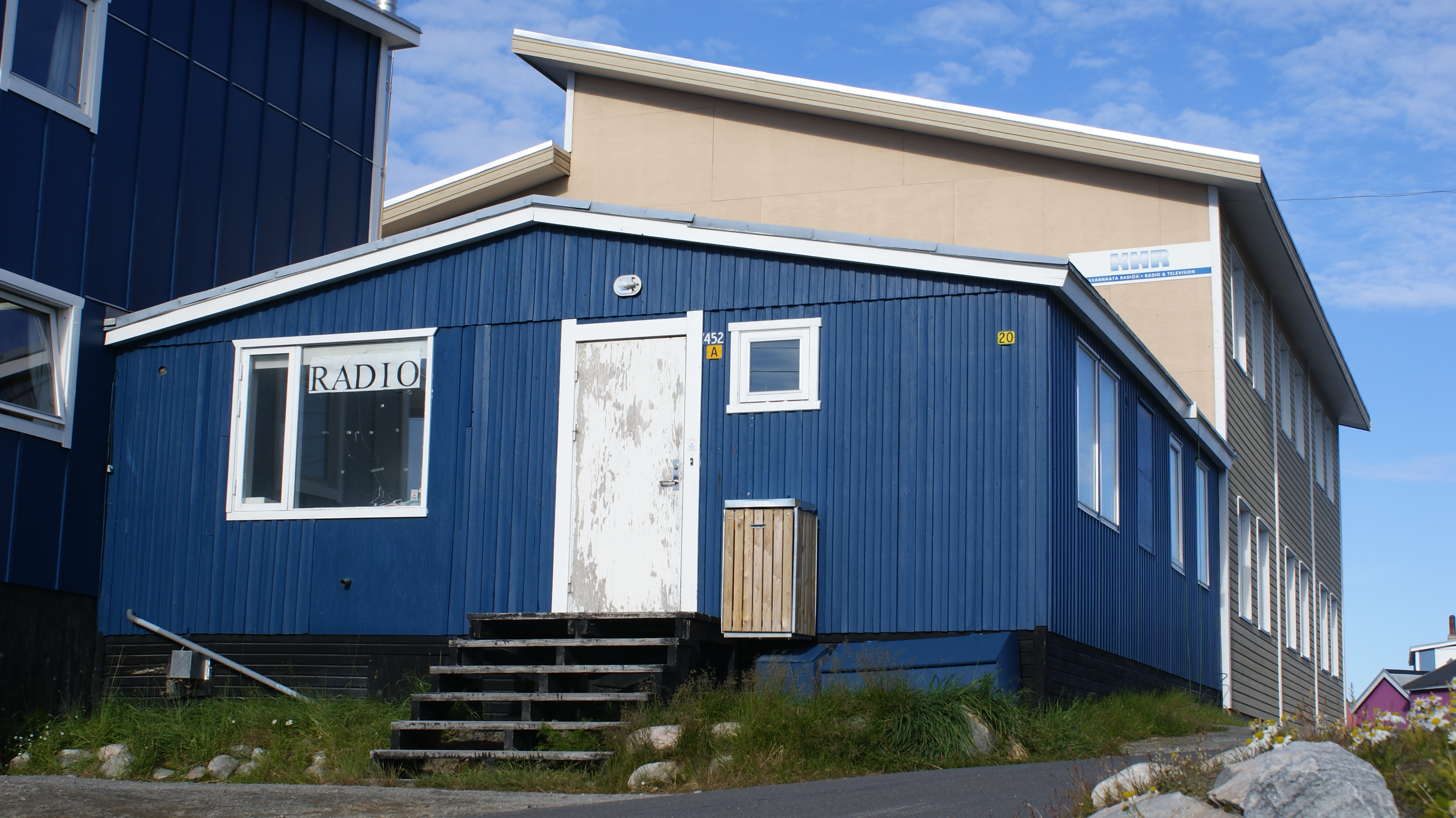
Antiga estação de rádio KNR em Ilulissat

## TV
A KNR oferece dois canais em todo o país, KNR1 e KNR2. Eles estão disponíveis via televisão digital terrestre (DVB-T) e televisão digital a cabo (DVB-C).  Ambos os canais também são transmitidos online via YouTube.
KNR1 é o canal principal e a maior parte de sua programação está em Groenlandês (Kalaallisut).KNR2 vai ao ar apenas para transmissão ao vivo de eventos específicos.
Em 2006, a KNR TV instalou uma instalação digital completa de produção e edição SD-SDI com a infraestrutura necessária para fornecer a produção local de talk shows, notícias e transmissões remotas.
Antes de Janeiro de 2013, a KNR1 também apresentava programação das redes de televisão dinamarquesas DR e TV 2, mas quando vários canais da DR foram disponibilizados gratuitamente na Gronelândia, a KNR decidiu se concentrar na programação original da Gronelândia .
Em 21 de junho de 2020, o KNR1 e o KNR2 mudaram para a resolução 720p HD 

## Rádio
A estação de rádio KNR transmite em todo o país. Ela está disponível em FM, AM e online. Ela transmite principalmente na Língua groenlandesa, mas parte da programação também é em Dinamarquês.
Em Nuuk, a KNR também fornece uma retransmissão direta do primeiro canal da rádio nacional dinamarquesa (DR P1) via FM.